# Vista Alegre (Manlleu)
Vista Alegre és un edifici modernista de Manlleu (Osona) que forma part de l'Inventari del Patrimoni Arquitectònic de Catalunya.

## Descripció
"Vista Alegre" és un bar situat a peu de carretera de Manlleu que presenta una façana de línies modernistes. Consta només de planta baixa; la façana és formada per unes formes ovalades simètriques amb una porta rectangular a la banda esquerra, i una finestra inscrita dins l'oval dret. El capcer és recte excepte al centre, on presenta una forma ovalada amb un medalló a sota que indica l'any de construcció i el nom pel que es coneix la casa. Les decoracions són d'estuc, i es construït amb totxo i arrebossat al damunt. L'estat de conservació és dolent, en part degut als materials emprats en la construcció.

## Història
Aquest edifici conegut per Bar Vista Alegre es troba en un indret conegut també com a Vista Alegre. Segueix unes línies marcadament modernistes, fet que mostra la importància d'aquest estil a principis de segle, que s'emprava també en les construccions més senzilles.
L'arquitecte de l'edifici fou Josep Ylla.